# Нильсен, Эрлинг
Эрлинг Нильсен (норв. Erling Nilsen, 30 декабря 1910 — 23 апреля 1984) — норвежский полицейский, боксёр, призёр Олимпийских игр.
Родился в Моссе. В 1936 году принял участие в Олимпийских играх в Берлине, где завоевал бронзовую медаль. В 1937 году стал бронзовым призёром чемпионата Европы.